# Филипс (окръг, Канзас)
Вижте пояснителната страница за други значения на Филипс.
Окръг Филипс (на английски: Phillips County) е окръг в щата Канзас, Съединени американски щати. Площта му е 2318 km², а населението - 5504 души. Административен център е град Филипсбърг.